# Рускони, Бенедетто
Бенедетто Рускони по прозванию Диана (итал. Benedetto Rusconi, detto Diana; ок. 1460—1525) — итальянский живописец эпохи Возрождения венецианской школы, сотрудник Витторе Карпаччо и Джованни ди Никколо Мансуети, работал во второй половине XV — начале XVI веков.
Рускони был втoростепенным и малоизвестным художником, точные данные о его рождении отсутствуют. Известно только, что он был учеником Ладзаро Бастиани. Его творчество прочно связано с традициями XV века, в частности, с живописью Антонелло да Мессина. В 1482 году Рускони был членом Скуолы Санта-Мария-делла-Карита, это означает, что в то время он уже был известным художником.
Бенедетто Рускони работал как темперой, так и маслом. Ряд его картин находятся в Венеции. Его манера близка живописи Джованни Беллини и Витторе Карпаччо. В зрелый период он находился под влиянием Якопо Пальмы Старшего и Лоренцо Лотто.
Он написал «Братьев, раздающих милостыню» для церкви Сан-Джованни-Еванджелиста в Венеции, и помогал Ладзаро Бастиани рисовать штандарты на площади Сан-Марко. В галерее Академии в Венеции находятся его алтарная картина «Мадонна с Младенцем», находившаяся ранее в церкви Санта-Луция в Падуе, и «Преображение». В церкви Санта-Мария-делла-Кроче-ин-Крема имеется алтарь, изображающий «Дар чудесного пояса Святому Фоме». Картина «Мадонна с Младенцем и святым Иеронимом» экспонируется в Художественном музее Лоу в Корал-Гейблс, Флорида.

## Галерея

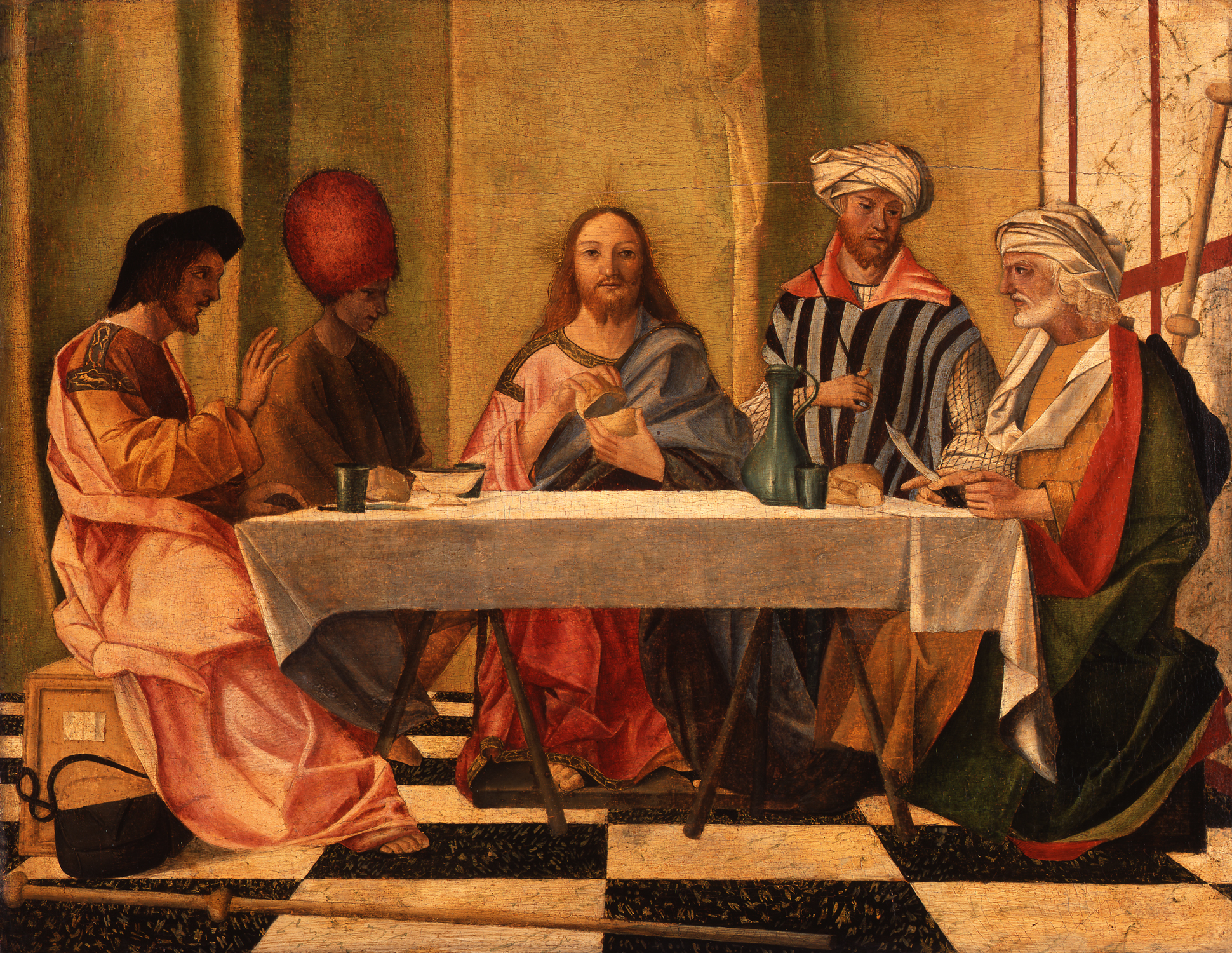
Христос в Эммаусе. После 1490. Дерево, темпера. Берлинская картинная галерея
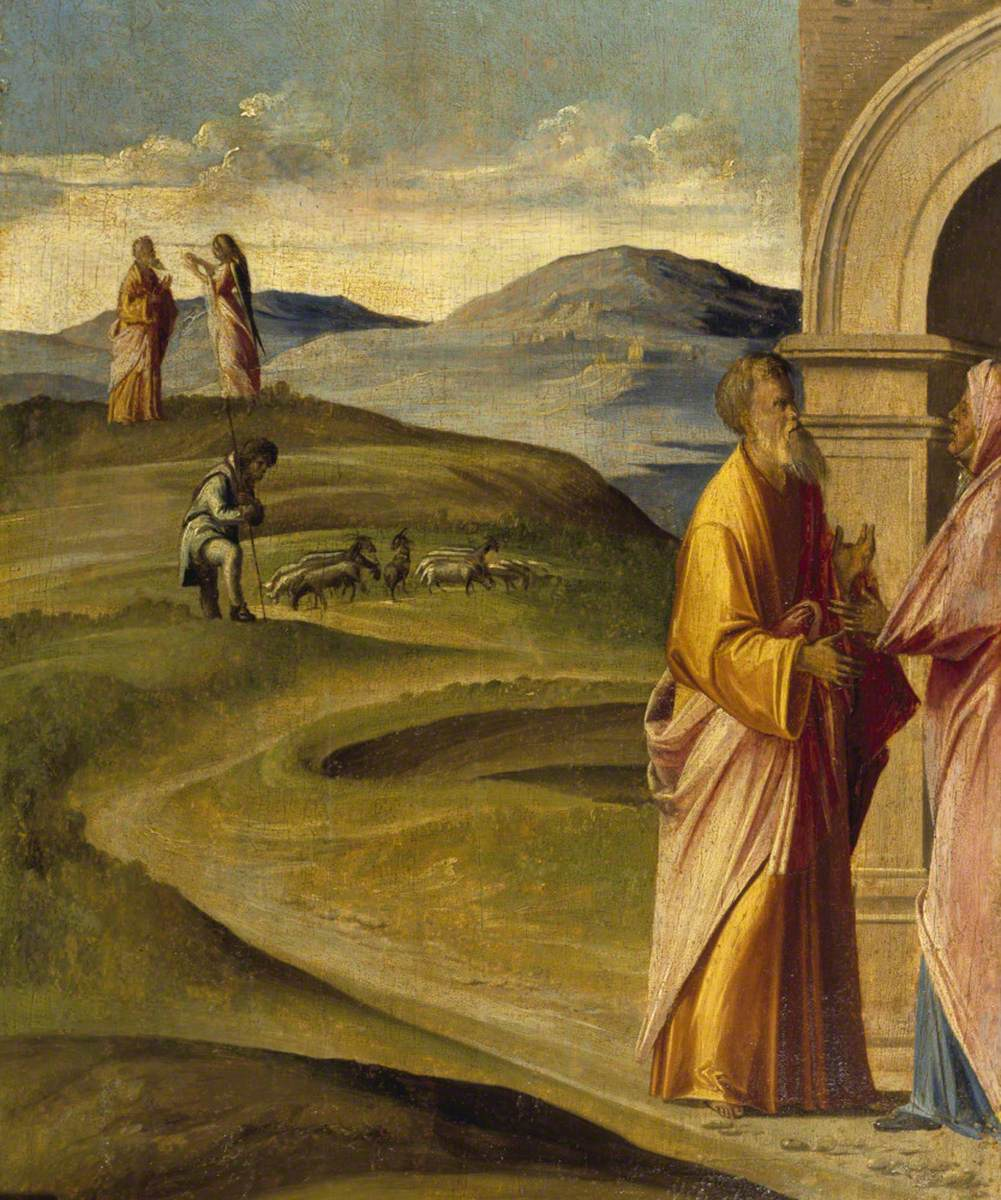
Ангел, возвещающий Иоакиму о зачатии Девой Марией Богомладенца, и встреча Иоакима и Анны у Золотых ворот. Между 1510 и 1525. Дерево, масло. Национальный фонд, Великобритания
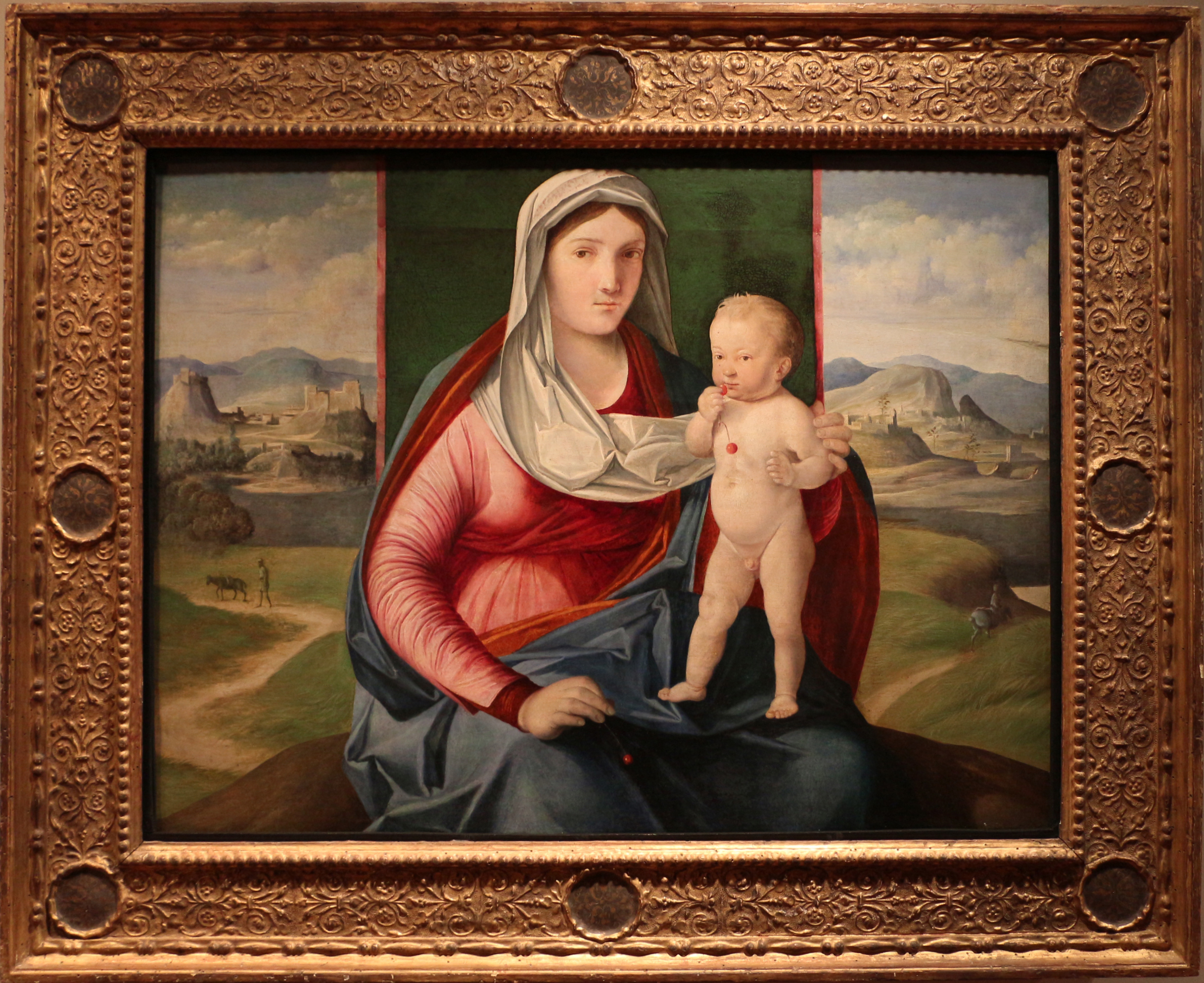
Мадонна с Младенцем на фоне пейзажа. Музей венецианского сеттеченто, Ка-Реццонико, Венеция
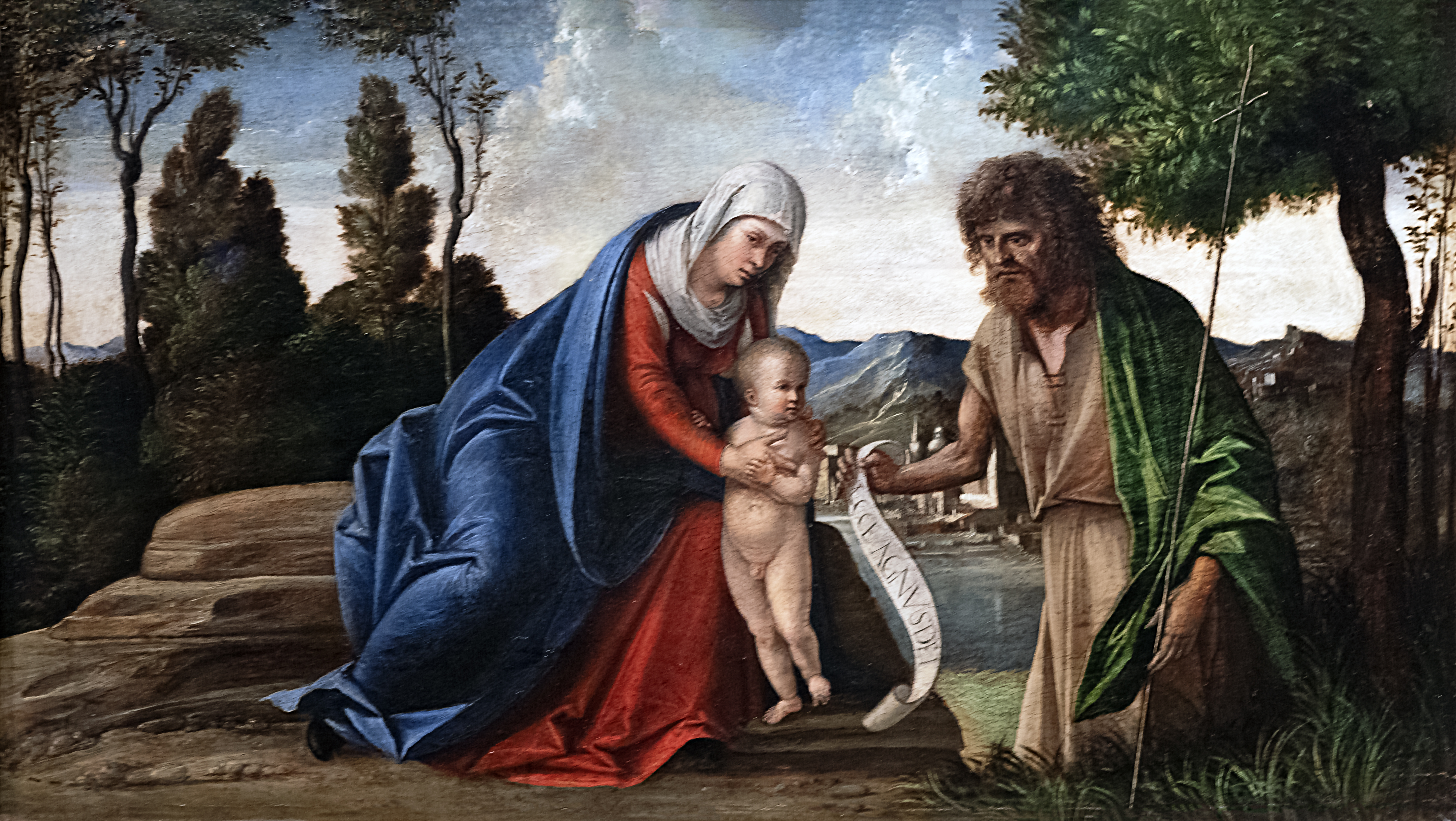
Мадонна с Младенцем и Иоанном Крестителем. 1500-е. Холст, масло. Музей венецианского сеттеченто, Ка-Реццонико, Венеция
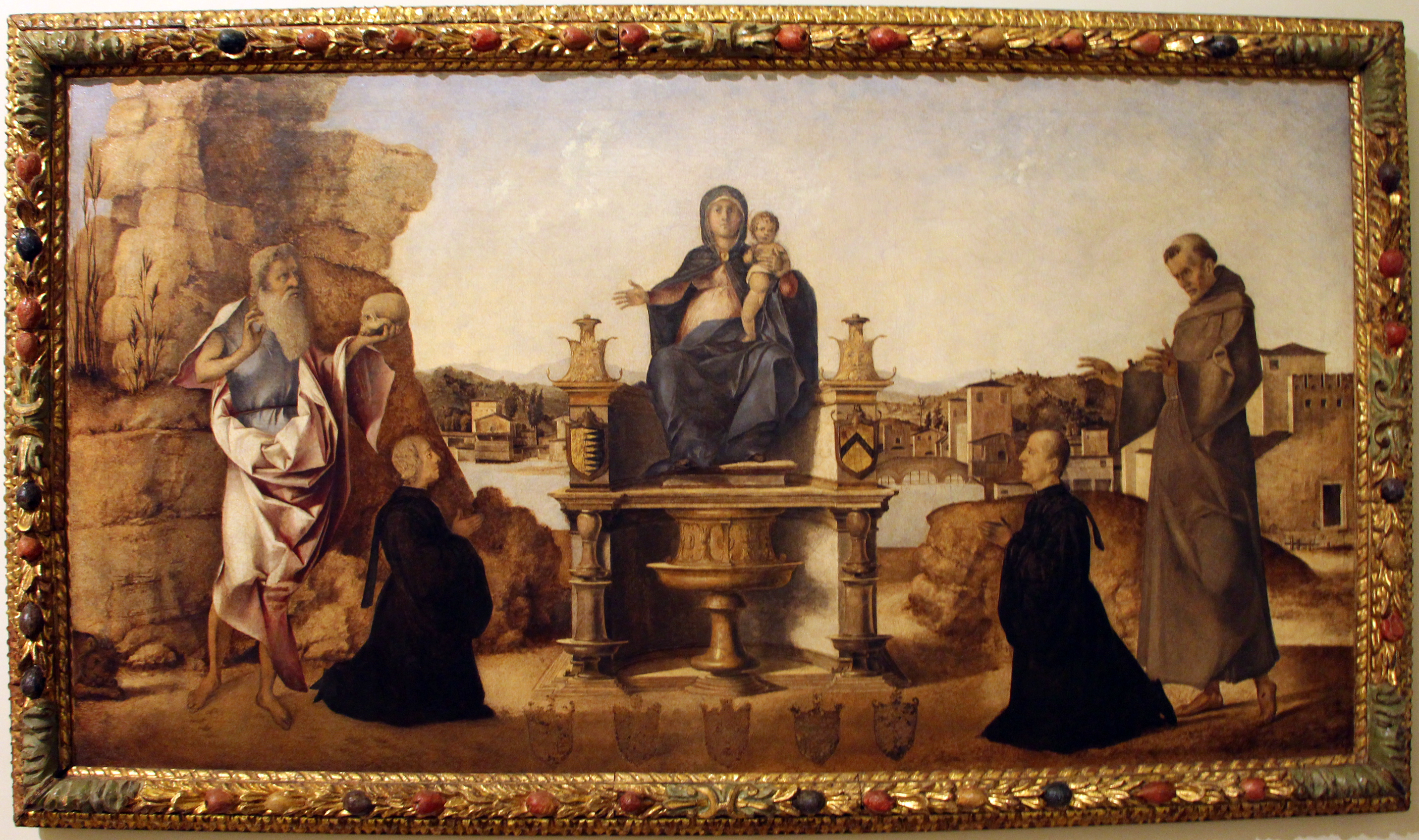
Мадонна с Младенцем на троне, со святыми Иеронимом, Франциском Ассизским и донатором. 1486. Холст, масло. Ка’ д’Оро, Венеция
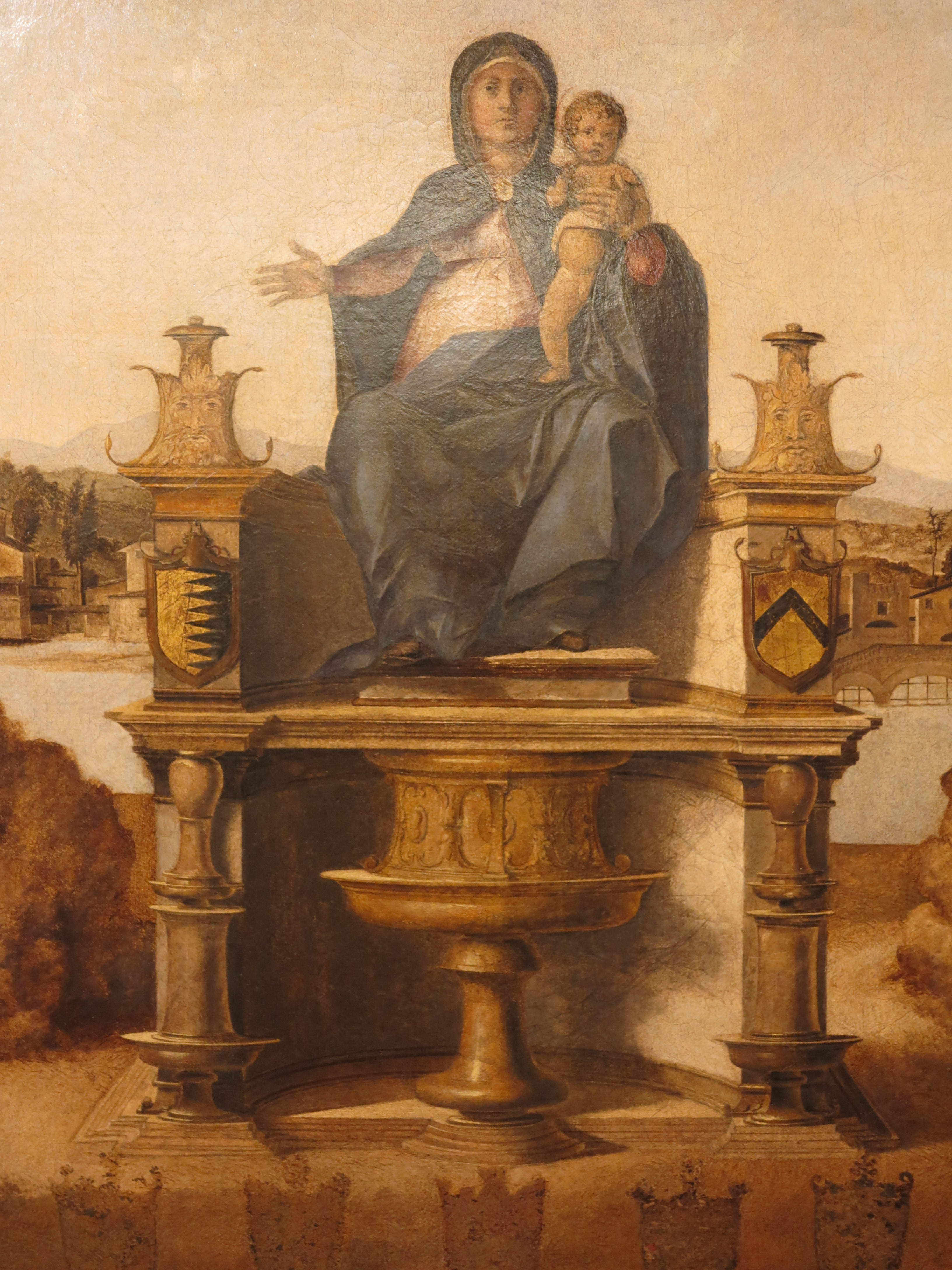
Деталь картины
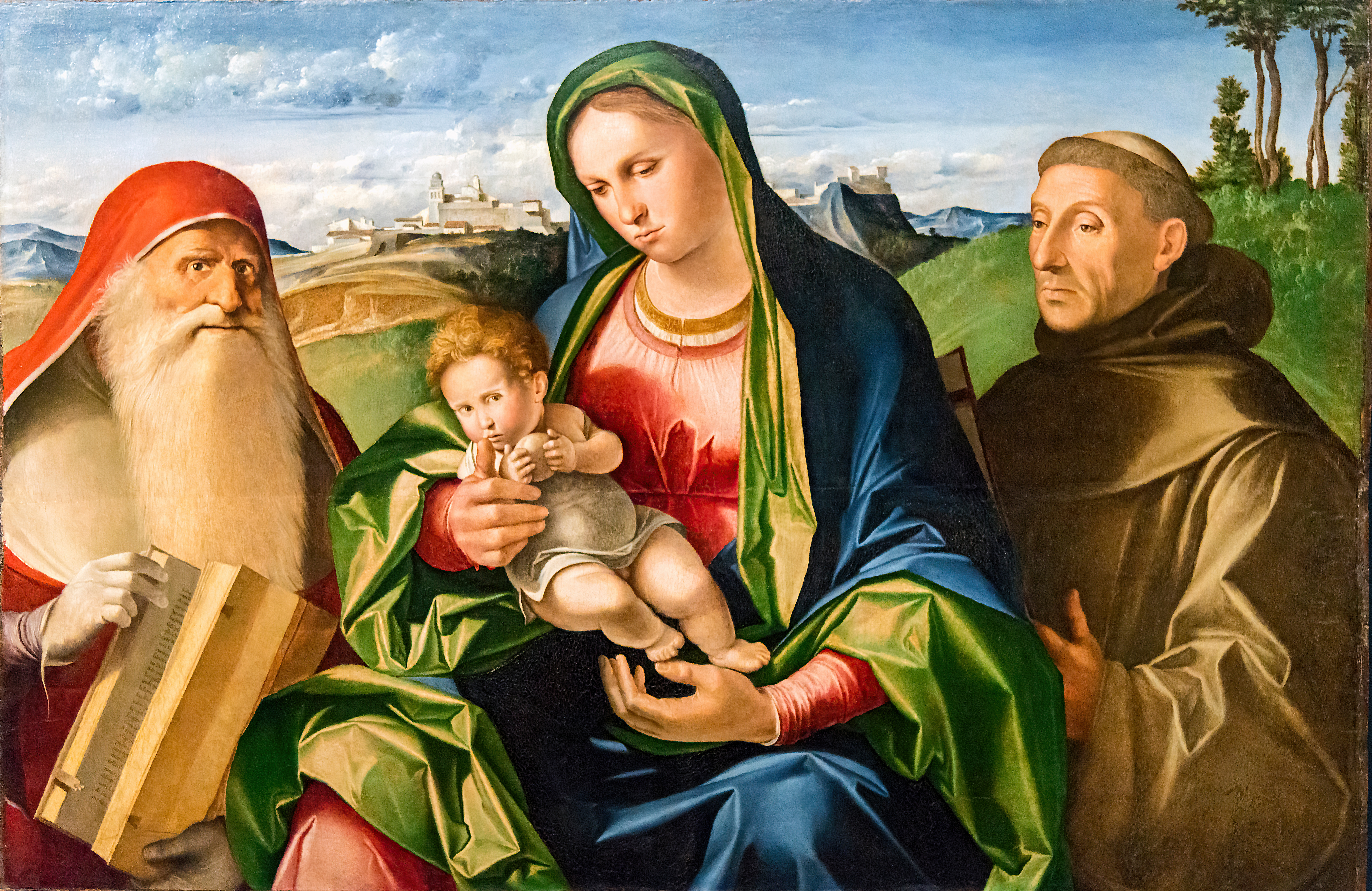
Мадонна с Младенцем и святыми Иеронимом и Франциском Ассизским. 1486. Дерево, масло. Галерея Академии, Венеция
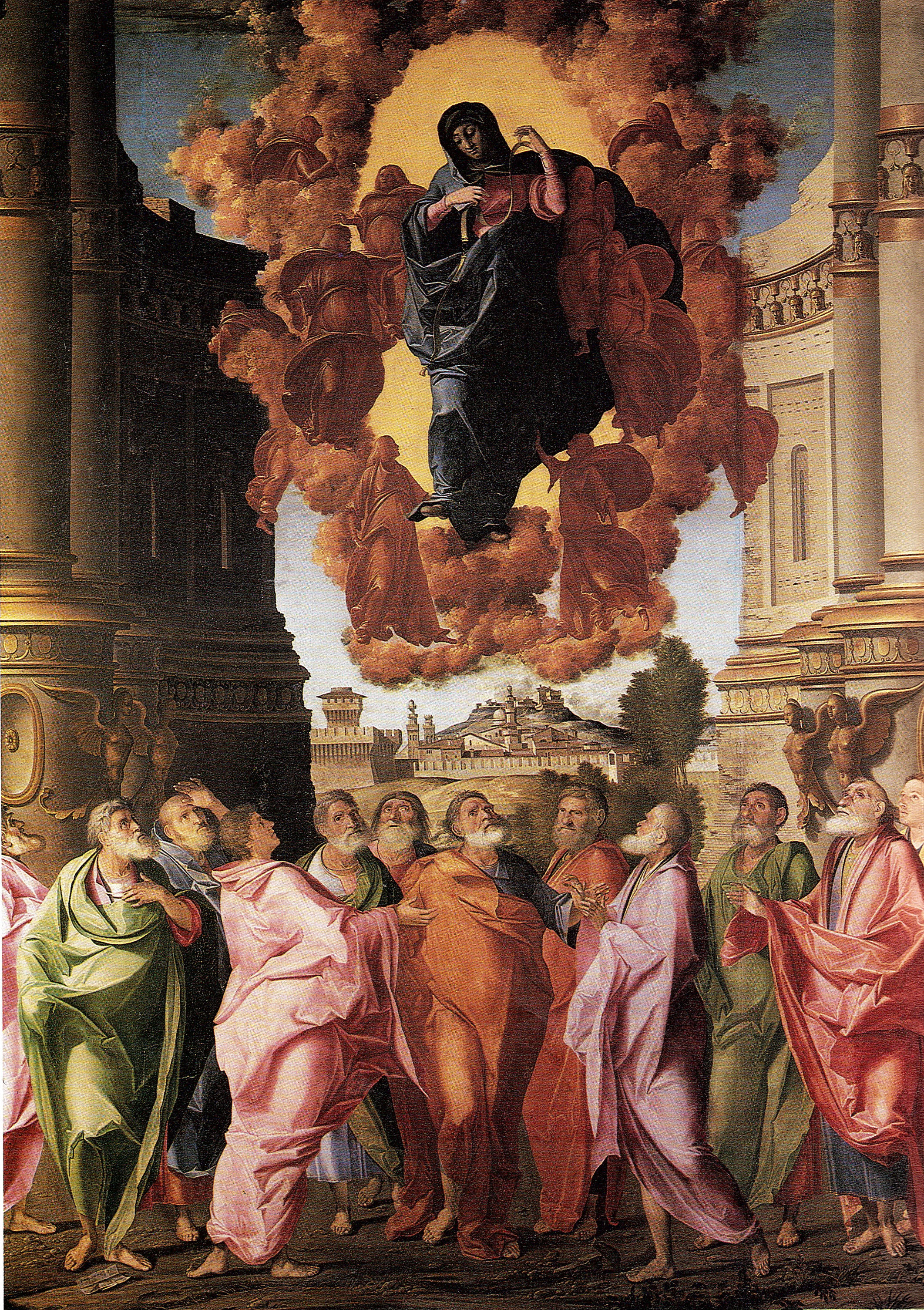
Ассунта (Вознесение Мадонны). Церковь Санта-Мария-делла-Кроче, Крема, Ломбардия
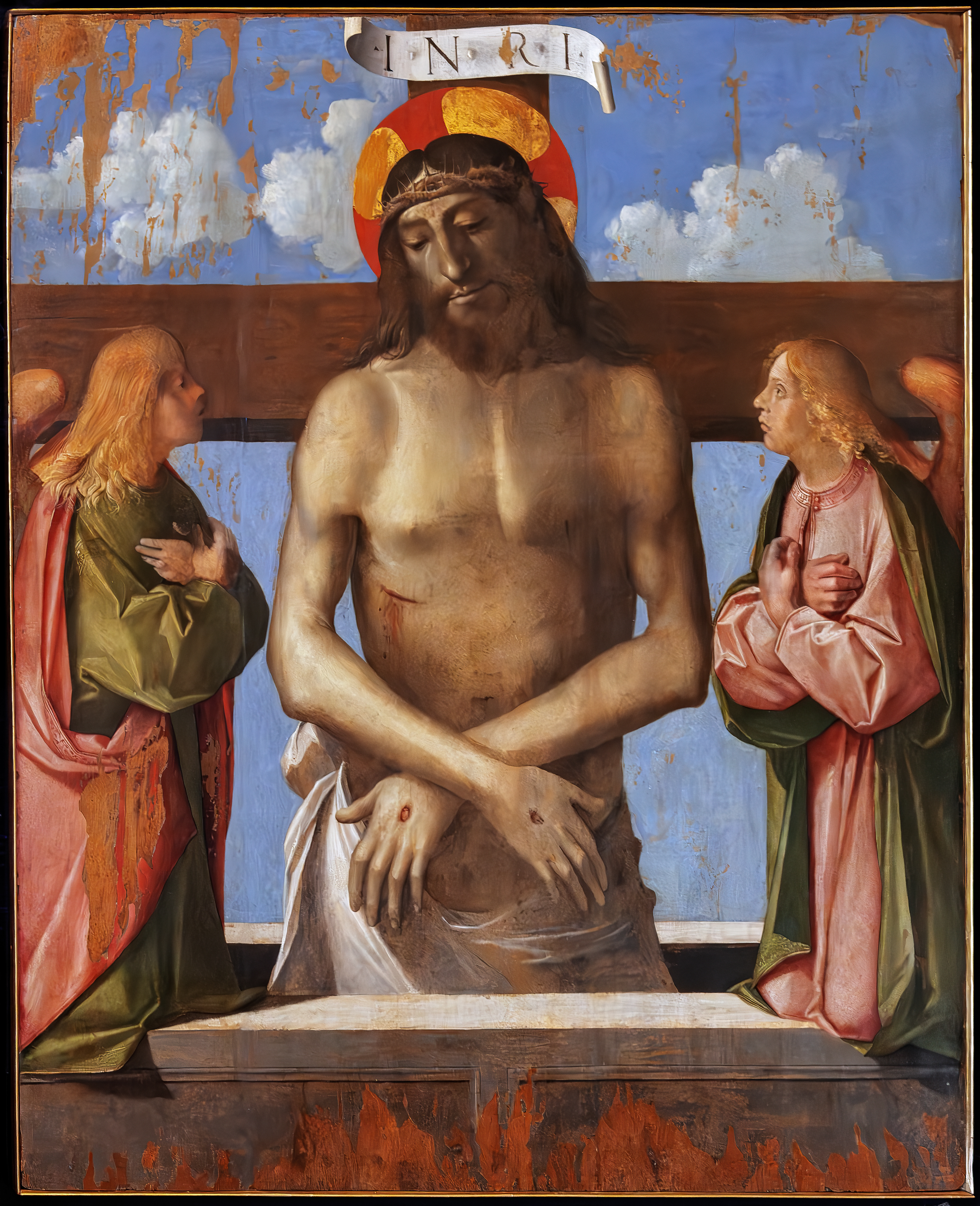
Пьета. 1510. Дерево, темпера. Музей Коррер, Венеция